# Dinarmus maculatus
Dinarmus maculatus är en stekelart som först beskrevs av Masi 1924.  Dinarmus maculatus ingår i släktet Dinarmus och familjen puppglanssteklar. Inga underarter finns listade i Catalogue of Life.